# La storia continua... la tavola rotonda
La storia continua... La tavola rotonda è il terzo album del cantautore Povia, pubblicato nel 2007. 
Contiene dieci pezzi inediti, commentati nel libretto allegato al CD da personaggi appartenenti al mondo della musica e dello spettacolo (Claudio Baglioni, Red Ronnie, Luca Carboni, Claudia Koll, Paola Cortellesi, Paolo Bonolis, Mario Luzzatto Fegiz, Mogol, Angela Terzani).

## Tracce
Testi e musiche di Povia, eccetto dove indicato.
1. L'amicizia - 3:04
2. È meglio vivere una spiritualità - 3:29
3. Manuela - 3:15
4. Vuoi!? - 3:27
5. Due navi - 4:40
6. Il mare a settembre - 3:30
7. L'intervista - 2:49 (Povia - V. Carone - S. Carone)
8. Parlo di meno - 3:56
9. Maledetto sabato - 4:00
10. Vecchio saggio - 4:05

## Formazione
- Povia - voce, cori, chitarra
- Mirko Pieri - basso
- Giorgio Secco - chitarra
- Nicolò Fragile - tastiera, pianoforte, programmazione
- Paolo Costa - basso
- Alessio Buccella - pianoforte
- Francesco Corvino - batteria
- Stefano Brandoni - chitarra
- Davide Piscopo - batteria
- Leonardo Marcucci - chitarra
- Chicco Gussoni - chitarra